# Sicilia (cuirassé)
Le Sicilia était le deuxième des trois navires cuirassés de la classe Re Umberto construits pour la Marine royale italienne (Regia Marina). Le navire porte le nom de l'île de Sicileet a été construit à Venise. La pose de la quille a été réalisée en novembre 1884, et il a été lancé en juillet 1891 et achevé en mai 1895. Il était armé d'une batterie principale de quatre canons de 343 mm (13,5 pouces) et avait une vitesse de pointe de 20,3 nœuds (37,6 km/h), bien que cette vitesse élevée ait été obtenue au détriment de la protection du blindage.
Le Sicilia a passé la première décennie de sa carrière dans l'escadron actif de la flotte italienne. Par la suite, il a été transféré à l'escadron de réserve et, en 1911, il faisait partie de la division d'entraînement. Il prend part à la guerre italo-turque de 1911-1912, où il escorte des convois vers l'Afrique du Nord et soutient les forces italiennes à terre en bombardant les troupes ottomanes. Il a ensuite été utilisé comme navire de dépôt pour le nouveau cuirassé dreadnought Giulio Cesare. Pendant la Première Guerre mondiale, il a continué à servir comme navire de dépôt, et plus tard pendant la guerre, il a été transformé en navire de réparation. Le Sicilia a été retiré du service en 1923 et ensuite démoli pour la ferraille.

## Conception et description

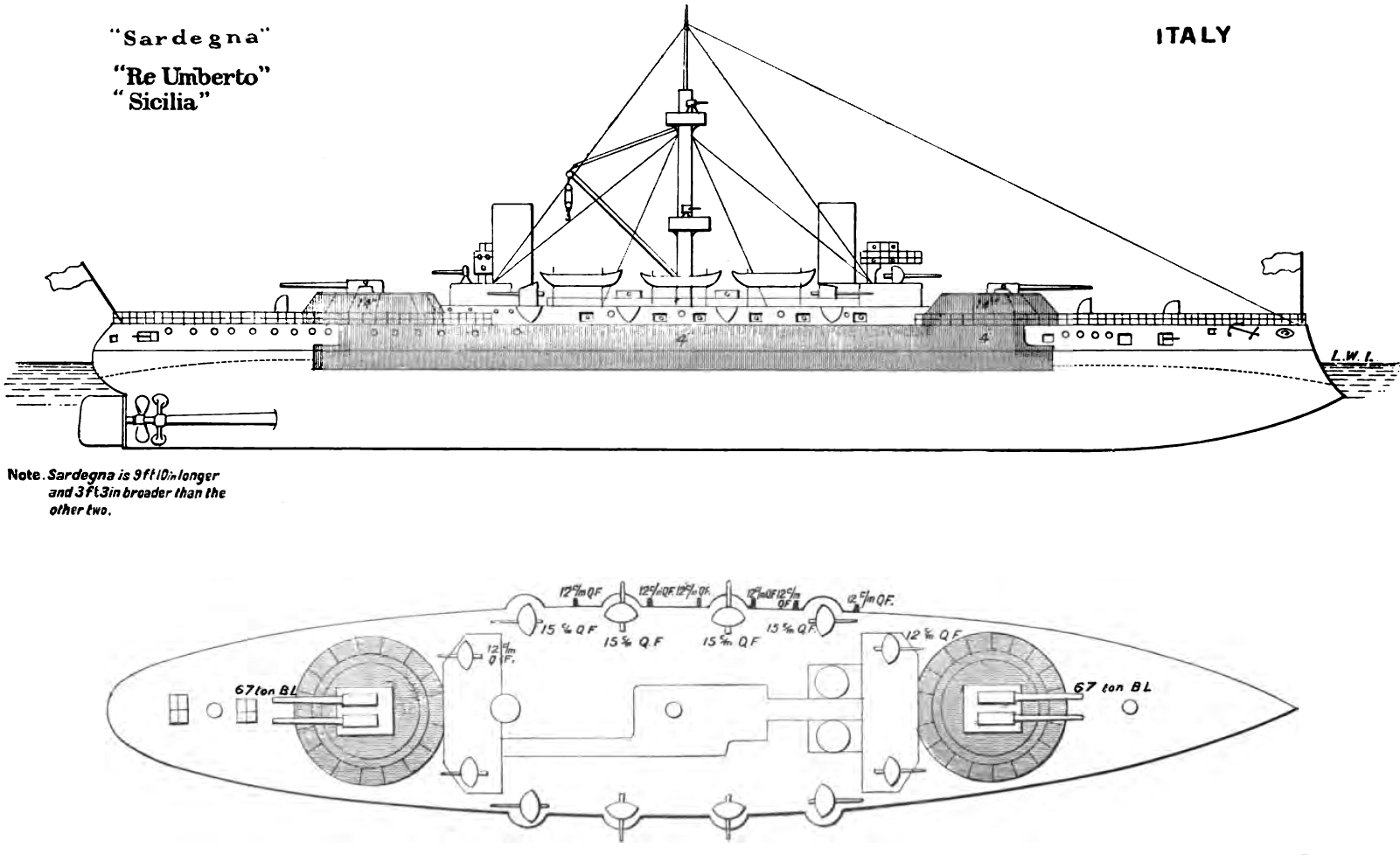
Plan et dessin de profil de la classe "Re Umberto".

Le Sicilia avait une longueur totale (LHT) de 127,6 mètres, une largeur de 23,44 m et un tirant d'eau moyen de 8,83 m. Il déplaçait 13 058 tonnes longues (13 268 tonnes) en charge normal et jusqu'à 14 842 tonnes longues (15 080 tonnes) à pleine charge. Le navire avait une proue inversée avec un éperon sous la ligne de flottaison. Il était équipé d'un seul mât militaire situé au milieu du navire, qui comportait des plateaux de combat pour certains des canons légers. La superstructure du navire comprenait un poste de commandement à l'avant et un poste de commandement secondaire à l'arrière. L'équipage était composé de 736 officiers et hommes.
Son système de propulsion consistait en une paire de moteurs à vapeur verticaux combinée (compound), chacun entraînant une hélice unique, la vapeur étant fournie par dix-huit chaudières cylindriques à tubes de fumée alimentées au charbon. Les chaudières étaient évacuées par trois cheminées, deux placées côte à côte juste à l'arrière du poste de pilotage et la troisième beaucoup plus à l'arrière. Ses moteurs produisaient une vitesse de pointe de 20,1 nœuds (37,2 km/h) à 19 131 chevaux-vapeur indiqués (14 266 kW). Les chiffres précis de son rayon d'action n'ont pas été conservés, mais les navires de sa classe pouvaient parcourir de 4 000 à 6 000 milles nautiques (7 400 à 11 100 km) à une vitesse de 10 nœuds (19 km/h).
Le Sicilia était armé d'une batterie principale de quatre canons de 343 mm (13,5 pouces) de calibre 30, montés dans deux tourelles jumelées, une à chaque extrémité du navire. Il portait une batterie secondaire de huit canons de 152 mm (6 pouces) de calibre 40 placés séparément dans des supports blindés au sommet du pont supérieur, avec quatre canons sur chaque flanc. La défense à courte portée contre les torpilleurs était assurée par une batterie de seize canons de 120 mm (4,7 pouces) dans des casemates sur le pont supérieur, huit sur chaque bord. Ces canons étaient appuyés par vingt canons de 57 mm (2,2 pouces) de calibre 43 et dix canons de 37 mm (1,5 pouces). Comme il était d'usage pour les navires capitaux (Capital ship) de l'époque, il transportait cinq tubes lance-torpilles de 450 mm (17,7 pouces) dans des lanceurs au-dessus de l'eau.
Le navire était légèrement blindé pour sa taille. Il était protégé par un blindage de ceinture de 102 mm d'épaisseur; la ceinture était assez étroite et ne couvrait que la partie centrale de la coque, de l'avant au canon principal de la batterie arrière. Le pont est blindé sur 76 mm d'épaisseur et le poste de commandement est blindé sur 300 mm de plaques d'acier. Les tourelles avaient des faces de 102 mm d'épaisseur et les barbettes de soutien avaient de l'acier de 349 mm d'épaisseur.

## Histoire de service
Le Sicilia a été nommé par rapport à l'île de Sicile. Le Sicilia a été construit par l'Arsenal de Venise à Venise. Sa quille a été posée le 3 novembre 1884 et il a été lancé le 6 juillet 1891. Lors de la cérémonie de mise à l'eau, le nouveau navire a été baptisé par la reine Margherita. Les travaux d'armement ont été achevés le 4 mai 1895, après quoi le navire est entré en service dans la flotte italienne.
Les trois navires de la classe participent aux manœuvres navales de 1896 dans la mer Tyrrhénienne. En février 1897, le Sicilia est déployé en Crète pour servir dans l'Escadron international, une force multinationale composée de navires de la Marine austro-hongroise, de la Marine française, de la Marine impériale allemande, de la Regia Marina, de la Marine impériale russe et de la Royal Navy britannique qui intervient dans le soulèvement grec de 1897-1898 en Crète contre la domination de l'Empire ottoman. Il est arrivé au sein d'une division italienne en tant que navire amiral du commandant de la division, le vice-amiral Felice Napoleone Canevaro) et qui comprenait également son navire-jumeau (sister ship), le Re Umberto , le croiseur protégé Vesuvio et le croiseur torpilleur Euridice.
En 1899, le Sicilia avait été affecté à la 2e division. Elle comprenait également les cuirassés Affondatore et Castelfidardo, et les croiseurs torpilleurs Partenope et Urania.
En 1903, l'escadron actif est en service pendant sept mois, le reste de l'année étant passé en équipage réduit. En 1904-1905, le Sicilia et ses navires-jumeaux sont en service avec l'escadron actif, qui est maintenu en service pendant neuf mois de l'année, avec trois mois en commission réduite. L'année suivante, les navires sont transférés à l'escadre de réserve, avec les trois "Ruggiero di Laurias" et le cuirassé Enrico Dandolo, trois croiseurs et seize torpilleurs. Cette escadre n'entre en service actif que deux mois par an pour des manœuvres d'entraînement, et le reste de l'année est passé avec des équipages réduits. Le Sicilia est toujours dans l'escadre de réserve en 1908, avec ses deux navires-jumeaux et les deux cuirassés de classe Ammiraglio di Saint Bon. À cette époque, l'escadron de réserve était maintenu en service pendant sept mois de l'année.

### Guerre Italo-turque

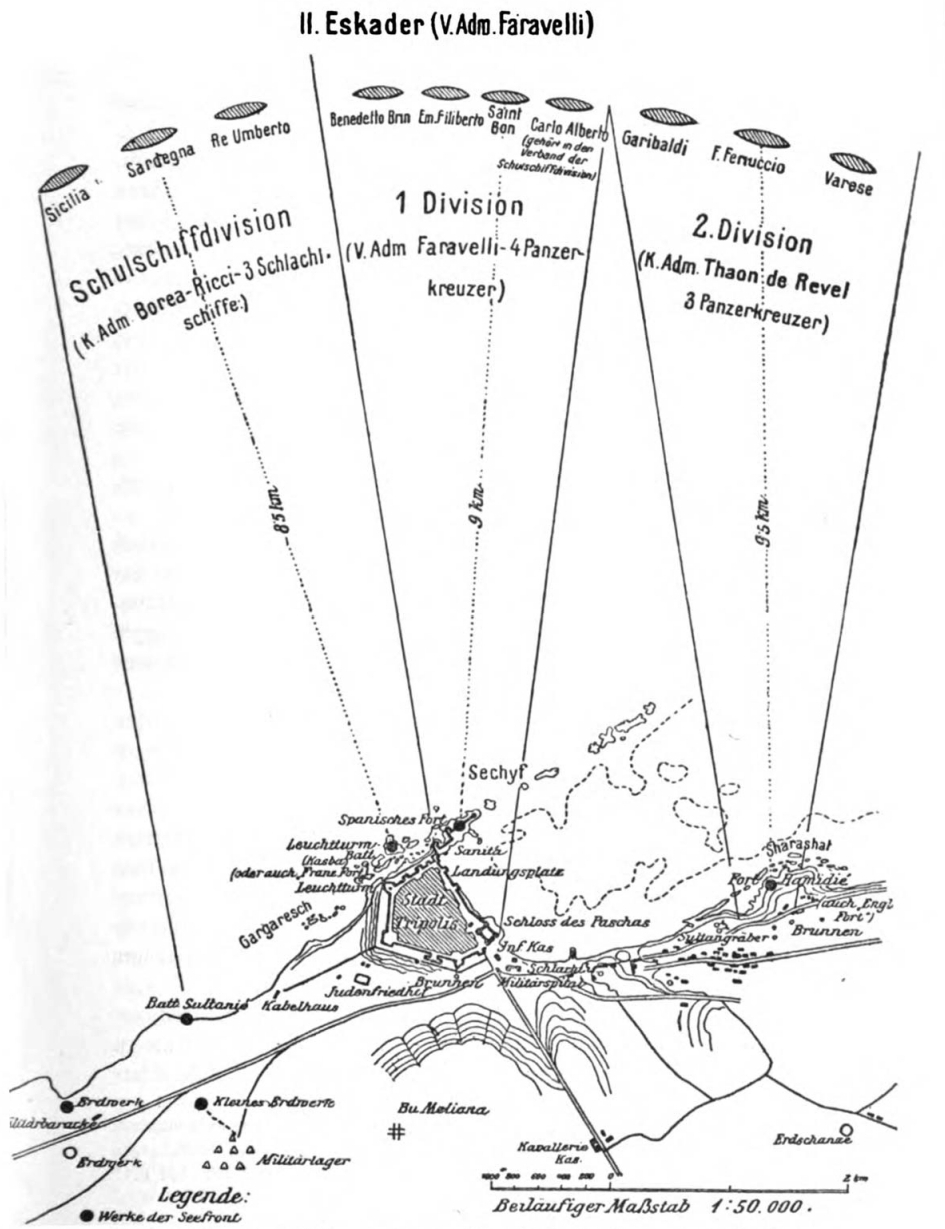
Carte montrant le bombardement de Tripoli

Le 29 septembre 1911, le royaume d'Italie déclare la guerre à l'Empire ottoman afin de s'emparer de la Libye. À l'époque, le Sicilia et ses deux navires-jumeaux sont affectés à la Division d'instruction, avec le vieux croiseur blindé Carlo Alberto, sous le commandement du contre-amiral Raffaele Borea Ricci D'Olmo. Les 3 et 4 octobre, le Sicilia et ses navires-jumeaux sont chargés de bombarder le Fort Sultanje, qui protège l'approche occidentale de Tripoli. Les navires ont utilisé leurs canons de 6 pouces pour attaquer le fort afin de préserver leur stock d'obus de 13,5 pouces. Au matin du 4, les tirs des navires avaient réduit au silence les canons du fort, permettant aux forces de débarquement de descendre à terre et de prendre la ville. Les navires de la division d'instruction ont ensuite alterné entre Tripoli et Khoms pour soutenir les garnisons italiennes dans les deux villes. En novembre, le Sicilia, le Re Umberto, le croiseur torpilleur Partenope, le destroyer Fulmine et le torpilleur Cassiopea bombardent l'oasis de Taguira, mais aucune force turque n'est présente. Les Italiens ont alors envoyé une garnison pour protéger l'oasis.
En décembre, les trois navires sont stationnés à Tripoli, où ils sont remplacés par les vieux cuirassés Italia et Lepanto. Le Sicilia et ses navires-jumeaux sont retournés à La Spezia, où ils ont été réapprovisionnés en munitions et en fournitures. En mai 1912, la division d'instruction a patrouillé la côte, mais n'a pas vu d'action. Le mois suivant, le Sicilia et ses navires-jumeaux, ainsi que six torpilleurs, ont escorté un convoi transportant une brigade d'infanterie à Buscheifa, l'un des derniers ports de Libye encore sous contrôle ottoman. La force italienne est arrivée au large de la ville le 14 juin et a effectué un débarquement; après avoir pris la ville, les forces italiennes se sont ensuite dirigées vers Misrata. Le Sicilia et le reste des navires ont continué à soutenir l'avancée jusqu'à ce que les Italiens aient sécurisé la ville le 20 juillet. La division d'entrainement est ensuite retournée en Italie, où elle a rejoint l'escorte d'un autre convoi le 3 août, cette fois à destination de Zouara, le dernier port aux mains des Ottomans. Les navires ont couvert le débarquement à 4 km à l'est de Zouara deux jours plus tard, qui a été rejoint par des attaques de soutien de l'ouest et du sud. Avec la prise de la ville, l'Italie contrôlait désormais toute la côte libyenne. Le 14 octobre, les Ottomans ont accepté de signer un traité de paix pour mettre fin à la guerre.

### Carrière ultérieure
Le Sicilia est devenu un navire de dépôt pour le nouveau cuirassé Giulio Cesare, qui était alors en voie d'achèvement à Tarente. Le Sicilia a été désarmé le 9 juillet 1914 et devait être mis à la ferraille, mais la Regia Marina a décidé de conserver le navire après le déclenchement de la Première Guerre mondiale à la fin du mois. Le 16 août 1914, le navire a été désarmé et remis en service comme navire de dépôt à Tarente pour les munitions et les marins. L'Italie avait déclaré sa neutralité au début de la Première Guerre mondiale, mais en mai 1915, la Triple Entente avait convaincu les Italiens d'entrer en guerre contre les Puissances centrales. Plus tard dans la guerre, le Sicilia a été transformé en navire de réparation. Le navire a été rayé de la liste de la Marine une nouvelle fois en 1923 et a ensuite été démoli pour être mis à la ferraille,.

## Sources
- (en) Cet article est partiellement ou en totalité issu de l’article de Wikipédia en anglais intitulé « Italian ironclad Sicilia » (voir la liste des auteurs).